# Akrotiri (Creta)

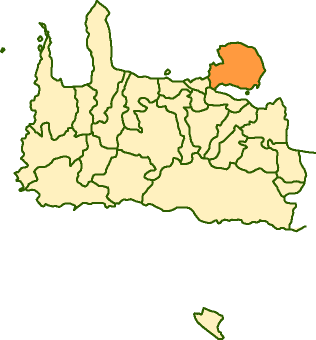
El municipi d'Akrotiri a la prefectura de Khanià

Akrotiri (grec Ακρωτήρι, literalment promontori) és una península i un municipi del mateix nom a la costa nord-oest de l'illa grega de Creta, a la prefectura de Khanià, entre Khanià i Suda.
La capital del municipi d'Akrotiri és al poble de Pithari (Pythari). El municipi té uns 10 mil habitants. L'aeroport internacional de Khanià, anomenat Daskalogiannis, amb codi IATA CHQ, és al mig de la península. En un lloc enlairat d'Akrotiri amb vistes a Khanià hi ha les tombes de Elevthérios Venizelos i del seu fill Sofoklis Venizelos.
El territori d'Akrotiri és una península rocósa d'una forma més o menys circular que s'endinsa en el Mar de Creta. Al sud-est té la badia de Suda i l'illot de Suda.
A la cadena de turons al nord de la península hi ha tres monestirs:
- Hàgia Triada és del segle 17 i va ser fundat per dos monjos venecians units a l'església ortodoxa grega: Jeremia i Laurentio Giancarolo.
- Moni Gouverneto és a 5 km al nord d'Hàgia Triada, amb aspecte de fortalesa, té una església dedicada a la Verge Maria.
- El tercer monestir és Moni Katholikon, al que s'arriba baixant 140 graons, que podria ser del segle 5 o 6. Actualment està abandonat i hi creixen les figueres.

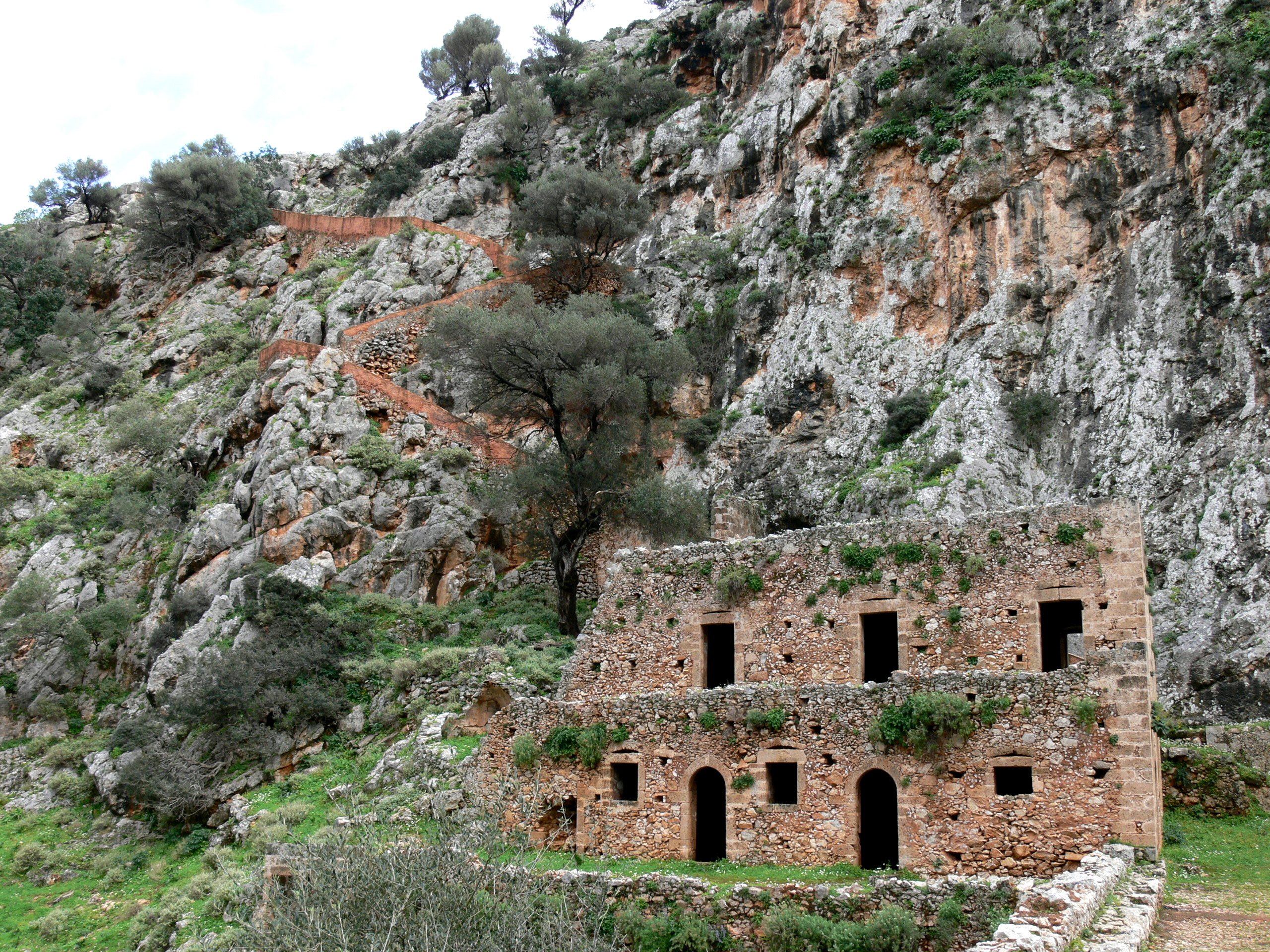
Moni Katholikon arrambat a la muntanya